# Специальное звание (таможня)
Специальные звания присваиваются гражданам Российской Федерации, принятым на службу в таможенные органы, и сотрудникам таможенных органов Российской Федерации. Специальные звания таможенных органов в целом повторяют воинские звания в Вооружённых силах РФ, за исключением отсутствия сержантского и рядового состава и наличия дополнительного звания в высшем начальствующем составе. В связи с тем, что федеральным законом, установлено, что для лиц, не являющихся военнослужащими, запрещается вводить специальные звания или классные чины, аналогичные воинским званиям, все специальные звания содержат слова «таможенной службы».
| Состав                 | Наименование                                                                   |
| ---------------------- | ------------------------------------------------------------------------------ |
| Высший начальствующий  | Действительный государственный советник таможенной службы Российской Федерации |
| Высший начальствующий  | Генерал-полковник таможенной службы                                            |
| Высший начальствующий  | Генерал-лейтенант таможенной службы                                            |
| Высший начальствующий  | Генерал-майор таможенной службы                                                |
| Старший начальствующий | Полковник таможенной службы                                                    |
| Старший начальствующий | Подполковник таможенной службы                                                 |
| Старший начальствующий | Майор таможенной службы                                                        |
| Средний начальствующий | Капитан таможенной службы                                                      |
| Средний начальствующий | Старший лейтенант таможенной службы                                            |
| Средний начальствующий | Лейтенант таможенной службы                                                    |
| Средний начальствующий | Младший лейтенант таможенной службы                                            |
| Младший                | Старший прапорщик таможенной службы                                            |
| Младший                | Прапорщик таможенной службы                                                    |